# نوکلا (آمل)
نوکلا (آمل)، روستایی است از توابع بخش مرکزی شهرستان آمل در استان مازندران ایران.

## جمعیت
این روستا در دهستان هرازپی جنوبی قرار داشته و براساس آخرین سرشماری مرکز آمار ایران که در سال ۱۳۸۵ صورت گرفته، جمعیت آن ۳۵۵ نفر (۹۶خانوار) بوده‌است.